# Fandaqumiya
Fandaqumiya (àrab: الفندقومية, al-Fandaqūmiyya grec antic: Pentakomia) és una vila palestina de la governació de Jenin a Cisjordània, al nord de la vall del Jordà, al nord-oest de Nablus. Segons el cens de l'Oficina Central Palestina d'Estadístiques (PCBS), Fandaqumiya tenia 3.363 habitants en 2007.

## Etimologia
El nom àrab de la vila és una corrupció del terme grec Pentakomia: komia vol dir ‘vila’ o ‘comunitat’, mentre que penta vol dir ‘cinc’. Pentakomia probablement es refereix a la unitat administrativa de cinc pobles que existia a la zona.

## Geografia
Fandaqumiya es troba al nord de Cisjordània, a la carretera que condueix al nord de Nablus a Jenin. El poble està parcialment situat al vessant d'un turó al Musheirif i en part construït a les crestes adjacents entre la vall de Jaba' al nord i els turons Musheirif al sud. El seu nucli antic es troba a la part pendent de la vila amb l'alçada de 470 metres sobre el nivell del mar (uns 30 metres per sobre del seu entorn) i una superfície total de 20 dúnams.
Les localitats més properes són Jaba' a l'est, Beit Imrin al sud, Burqa al sud-oest, Silat ad-Dhahr a l'oest, i Ajjah al nord, així com l'antic assentament israelià de Homesh i Sa-Nur, desmantelats arran del Pla de retirada unilateral israeliana de 2005.

## Història
Les troballes més antigues a Fandaqumiya inclouen un atuell de fang blanc ple d'ossos cremats que va ser trobat en una tomba. L'examen d'aquest flascó al Departament d'Arqueologia de la Universitat Nacional d'An Najah suggereix que podria datar del Neolític. S'ha trobat a la vila dues monedes gregues. Una prutah encunyada pel governant asmoneu Alexandre Janeu entre 103 i 76 aC, així com una moneda grega de la dinastia ptolemaica datada del 300 aC.
Hi ha evidències de què el poble va florir durant els períodes romà i romà d'Orient tardà. S'hi han descobert moltes monedes romanes i romanes d'Orient, i moltes de les tombes de la mateixa època van ser trobats en un turó proper. A més s'han descobert estructures característiques dels períodes romà i romà d'Orient. Hi ha una cova sagrada per sobre del poble al sud, probablement una antiga capella excavada a la roca.
L'historiador i epígraf bíblic Aaron Demsky ha assenyalat que la ciutat s'esmenta al Mosaic de Rehob del segle iii. La vila també és esmenada en fonts croades de 1178, com a lloc venut als Cavallers Hospitalers.

### Època otomana
En 1596 Fandaqumiyya apareix en els registres fiscals otomans formant part de la nàhiya de Jabal Sami al liwà de Nablus. Tenia una població d'11 llars i un solter, tots musulmans. Es pagaven taxes en el blat, l'ordi, els cultius d'estiu, les oliveres, els ingressos ocasionals, cabres i ruscs, i una premsa d'olives o raïm. Fandaqumiya fou esmenada pel viatger turc Evliya Çelebi en 1640.
En 1830, durant la campanya militar contra la revolta del clan Jarrar de Sanur, les forces de l'emir Bashir Shihab cremaren Fandaqumiya. En 1838 hi va passar Edward Robinson el va anotar com un petit poble.
L'explorador francès Victor Guérin visità la vila en 1863 i 1870, i estimava que tenia uns 500 habitants. La descriu com a situat al vessant d'un turó alt. Amb abundants aigües, a tot el vessant s'hi conreen oliveres, figues i magranes.Al Survey of Western Palestine (1882) del Fons per a l'Exploració de Palestina Fandaqumiya és descrita com «un poble molt petit al vessant del turó, amb tres corrents cap al sud-oest, petit i pantanós.»
Els otomans hi van construir a través de la zona un rastre del ferrocarril de Hejaz a Damasc, i una estació prop de Sebastia. Després del col·lapse dels otomans, els locals va desmuntar la infraestructura ferroviària per al seu ús en la construcció secundària. Moltes de les bigues d'acer es poden veure en les teulades de les cases locals

### Període del Mandat Britànic
En 1917 Fandaqumiya fou capturada als otomans per les tropes otomanes del general Edmund Allenby, i tres anys més tard fou assignada al Mandat Britànic de Palestina. En el cens de Palestina de 1922 Fandaqumiya tenia 327 habitants, tots musulmans. Aquests es van incrementar al cens de 1931 a una població de 445, tots musulmans, vivint en 101 llars.
Durant la dècada de 1940, l'administració britànica va finançar projectes d'aigua i de desenvolupament de l'agricultura moderna, així com a l'escola primària. En 1944/5 la població era de 630 musulmans, amb 4,079 dúnams de terra segons una enquesta oficial de terra i població. 885 dúnams eren usats per a horta i terra de rec, 2,737 dúnams per a cereals, mentre que 14 dúnams eren sòl edificat.

### Època moderna
Com a conseqüència de la Guerra Araboisraeliana de 1948, i després dels acords d'armistici araboisraelians de 1949, Telfit van passar a pertànyer a Jordània i després de la Guerra dels Sis Dies de 1967, ha estat sota domini israelià, encara que després de la signatura de l'Acord Provisional sobre Cisjordània i la Franja de Gaza de 1995, ha estat administrat pel l'Autoritat Nacional Palestina.